# Urtekram
Urtekram International A/S (Urtekram), grundat 1972 av eko-pionjärerna Ronnie McGrail och hans hustru Lisbeth Damsgaard, är ett danskt företag som sedan 1972 har producerat ekologisk mat och ekologiska hudvårdsprodukter. Huvudkontoret och produktionen finns i Mariager på Jylland i Danmark. Företaget har över 1 500 ekologiska produkter och är en av Nordens ledande producenter av ekologiska produkter.